# Многожаберные акулы
Многожаберные акулы, или гребнезубые акулы (лат. Hexanchidae) — семейство хрящевых рыб отряда многожаберникообразных. К семейству относятся три современных рода с четырьмя видами. Свои названия семейство получило из-за 6, а у представителей двух родов 7 пар жаберных щелей, в отличие от прочих акул, у которых имеется всего 5 пар жаберных щелей, и особой формы зубов: они (кроме верхних передних) имеют много вершин и напоминают гребень. Эти акулы считаются самыми примитивными, поскольку их скелет очень похож на скелеты вымерших форм. Их выделительная и пищеварительная системы неспециализированы, что также делает их схожими с примитивными предками акул.  Размножаются живорождением. Эмбрионы в яичных капсулах развиваются внутри тела матери. Рацион в основном состоит из довольно крупных рыб, включая других акул, а также ракообразных и падали. Длина взрослых гребнезубых акул колеблется от 1,4 до 5,5 м. Они встречаются в субтропических и тропических водах Индийского, Атлантического и Тихого океана на глубине от 0 до 1800 м.
Случаев нападения на людей за многие годы зафиксировано не было.

## Классификация

### Современные виды
- Heptranchias Rafinesque, 1810 — Семижаберные акулы, или семижаберники
  - Heptranchias perlo Bonnaterre, 1788 — Пепельная семижаберная акула, или узкоголовая семижаберная акула, или семижаберник
- Hexanchus Rafinesque, 1810 — Шестижаберные акулы, или шестижаберники
  - Hexanchus griseus Bonnaterre, 1788 — Шестижаберная акула, или серая шестижаберная акула, или шестижаберник, или серый шестижаберник
  - Hexanchus nakamurai Teng, 1962 — Большеглазая шестижаберная акула
- Notorynchus Ayres, 1855 — Плоскоголовые акулы
  - Notorynchus cepedianus Péron, 1807 — Плоскоголовая семижаберная акула, или индийская семижаберная акула, или плоскоголовый семижаберник

### Вымершие виды
- Heptranchias Rafinesque, 1810
  - † Heptranchias ezoensis Applegate & Uyeno, 1968
  - † Heptranchias howelii Reed, 1946
  - † Heptranchias tenuidens Leriche, 1938
- Hexanchus Rafinesque, 1810
  - † Hexanchus arzoensis Debeaumont, 1960
  - † Hexanchus agassizi
  - † Hexanchus collinsonae Ward, 1979
  - † Hexanchus gracilis Davis, 1887
  - † Hexanchus griseus «andersoni» «gigas» Bonaterre, 1788
  - † Hexanchus hookeri Ward, 1979
  - † Hexanchus microdon «agassizii» Agassiz, 1843
  - † Hexanchus nakamurai «vitulus» Teng, 1962
- † Notidanoides Maisey 1986
- † Notidanodon Cappetta, 1975
  - † Notidanodon antarcti Grande & Chatterjee, 1987
  - † Notidanodon brotzeni Siverson, 1995
  - † Notidanodon dentatus Woodward, 1886
  - † Notidanodon lanceolatus Woodward, 1886
  - † Notidanodon loozi Vincent, 1876
  - † Notidanodon pectinatus Agassiz, 1843
- Notorynchus Ayres, 1855
  - † Notorynchus aptiensis Pictet, 1865
  - † Notorynchus intermedius Wagner
  - † Notorynchus lawleyi Ciola & Fulgosi, 1983
  - † Notorynchus munsteri Agassiz, 1843
  - † Notorynchus serratissimus Agassiz, 1844
  - † Notorynchus serratus Agassiz, 1844

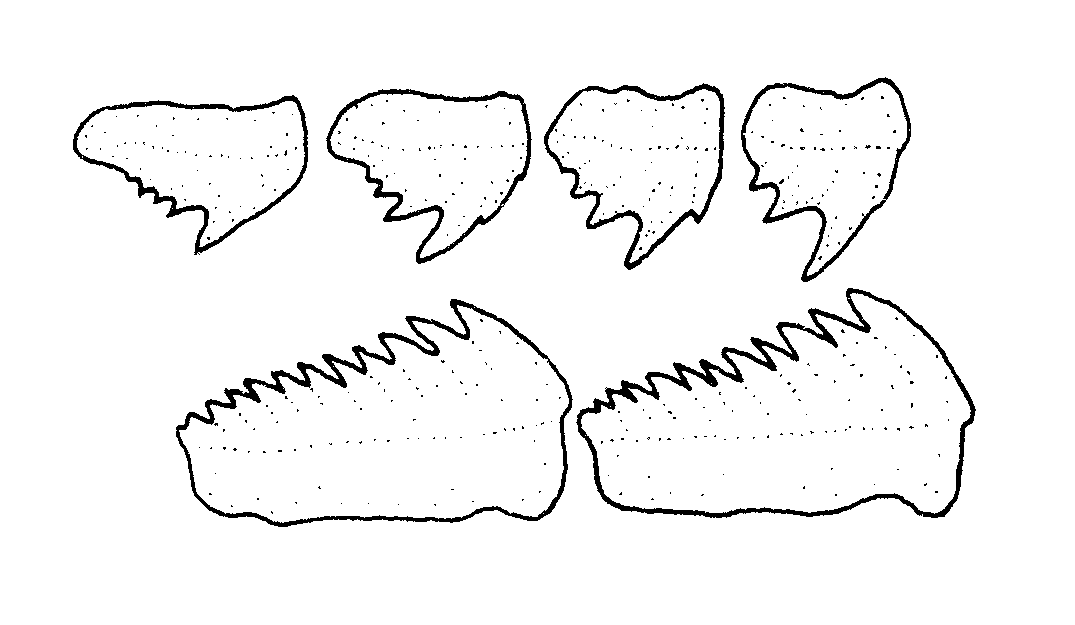
Зубы шестижаберной акулы
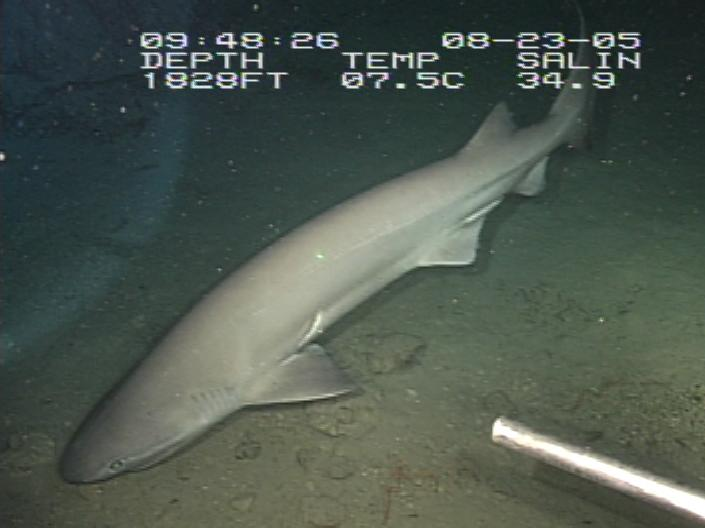
Шестижаберная акула
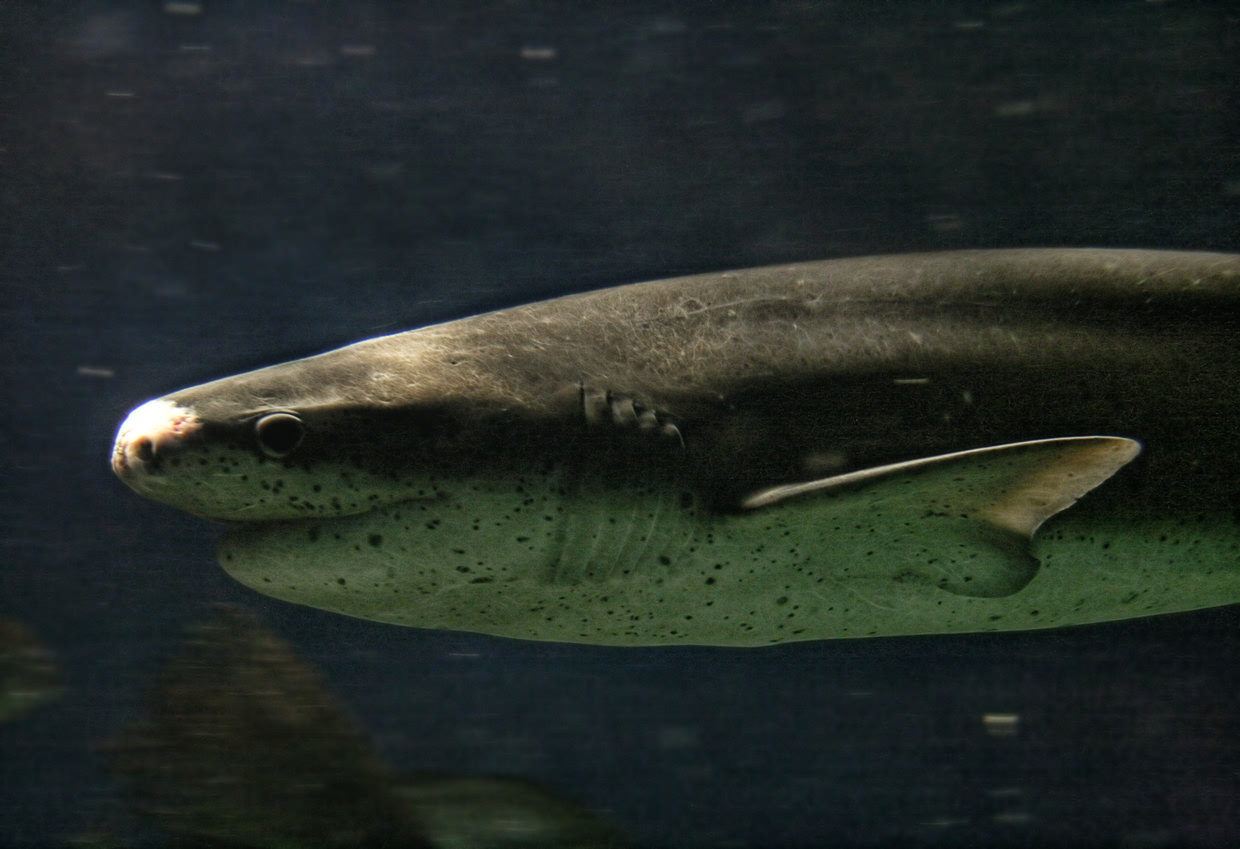
Семижаберная акула